# Назаренко Володимир Миколайович
Володимир Миколайович Назаренко (нар. 21 серпня 1953 р., Андріївна Кролевецький район, Сумська область) — український поет, прозаїк. Член Національної спілки письменників України.

## Біографія
Народився в селі Андріївна Кролевецького району на Сумщині.
Закінчив Літературний інститут імені О. Горького.
Живе і працює в Києві.

## Творчий доробок
Автор
- книги поезій «Травневий тембр» (Київ: Молодь, 1989),
- дитячої книжки «Золота блискавка» (Київ: Веселка, 1991) та низки новел,
- книга новел «Механічне яйце» (Львів: Піраміда, 2014).
- роман «Акупунктурний зв'язок» (Львів: Піраміда, 2020).

Друкувався у періодиці.

## Відгуки про Володимира Назаренка
- «Намагається відгородитись від цього світу й жити у власно створеному, й там будувати свої флотилії візій» (В. Габор).

Вірш «Засумували мавпи» та інші поезії увійшли до Малої української енциклопедії актуальної літератури.
Вірш «Життя» увійшов до збірки «Вісімдесятники: Антологія нової української поезії».